# Сен-Жюльен-дю-Сер
Сен-Жюлье́н-дю-Сер (фр. Saint-Julien-du-Serre, окс. Sant Julian delh Sèrre) — коммуна во Франции, находится в регионе Рона — Альпы. Департамент коммуны — Ардеш. Входит в состав кантона Валь-ле-Бен. Округ коммуны — Ларжантьер.
Код INSEE коммуны — 07254.

## Население
Население коммуны на 2008 год составляло 828 человек.
| 1962 | 1968 | 1975 | 1982 | 1990 | 1999 | 2008 |
| ---- | ---- | ---- | ---- | ---- | ---- | ---- |
| 254  | 261  | 289  | 442  | 689  | 711  | 828  |

## Экономика
В 2007 году среди 530 человек в трудоспособном возрасте (15—64 лет) 394 были экономически активными, 136 — неактивными (показатель активности — 74,3 %, в 1999 году было 71,4 %). Из 394 активных работали 360 человек (185 мужчин и 175 женщин), безработных было 34 (11 мужчин и 23 женщины). Среди 136 неактивных 42 человека были учениками или студентами, 55 — пенсионерами, 39 были неактивными по другим причинам.